# Jonas Thern
Jonas Magnus Thern (Falköping, 20 maart 1967) is een voormalig Zweeds voetballer. Zijn zoon Simon (1992) is eveneens actief als profvoetballer.

## Clubcarrière
Thern speelde als middenvelder en sloot zijn profloopbaan in 1999 af bij Glasgow Rangers. Thern stapte nadien het trainersvak in. In 1989 werd hij verkozen tot Zweeds voetballer van het jaar, als opvolger van Glenn Hysén. Met Benfica speelde hij in 1989 mee in de finale van de strijd om de Europa Cup I, die de Portugese club uiteindelijk met 1-0 verloor van AC Milan door een treffer van Frank Rijkaard.

## Interlandcarrière
In 1988 vertegenwoordigde Thern zijn vaderland bij de Olympische Zomerspelen in Seoel. Daar werd Zweden in de kwartfinale uitgeschakeld door Italië (1-2). Thern speelde in totaal 75 interlands (zes doelpunten) in de periode 1987-1997. Onder leiding van bondscoach Olle Nordin maakte hij zijn debuut op 14 oktober 1987 in de vriendschappelijke wedstrijd tegen West-Duitsland (1-1) in Gelsenkirchen. Hij nam met zijn vaderland deel aan het WK voetbal 1990, het EK voetbal 1992 en het WK voetbal 1994. Bij dat laatste toernooi was hij aanvoerder van de ploeg, die in de halve finale met 1-0 verloor van de latere wereldkampioen Brazilië. Thern kreeg in die wedstrijd in de 64ste minuut de rode kaart van scheidsrechter José Torres Cadena uit Colombia na een overtreding op zijn directe tegenstander Dunga.

## Erelijst
Malmo FF
- Zweeds landskampioen

1986, 1988
- Zweeds bekerwinnaar

1986, 1989
 SL Benfica
- Portugees landskampioen

1991
- Supertaça Cândido de Oliveira

1989
- Zweeds voetballer van het jaar

1989